# リビア砂漠

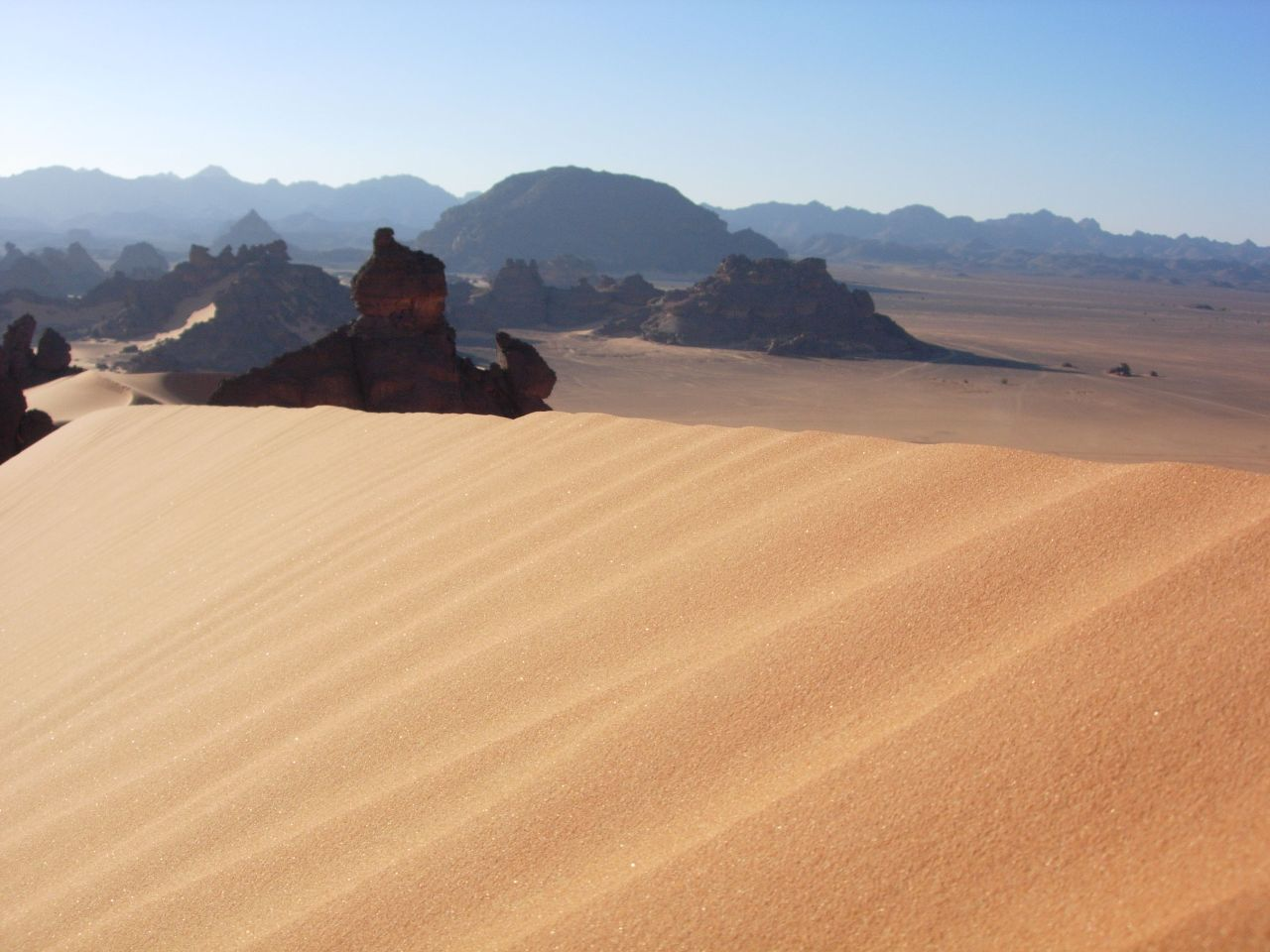
リビア砂漠南部の風景

リビア砂漠（リビアさばく、アラビア語:الصحراء الليبية、英語:Libyan Desert）は、北アフリカ、エジプトのナイル川河谷からリビア東部に及ぶ砂漠。エジプトでは西部砂漠という。広義のサハラ砂漠の一部をなす。標高150 - 300メートル、面積約170万平方キロメートル。流砂による砂丘地帯が広がる。シワ・オアシス、カスル・ファラーフラ、クフラなどのオアシスがある。古来アフリカ内陸との隊商ルートが存在した。古代エジプト時代から宝石として使われたリビアングラスの産地でもある。
1958年、この砂漠からアメリカ空軍の爆撃機B-24の機体が発見された。奇怪なことにその爆撃機は1943年にイタリア本土ナポリへの爆撃任務からの帰途、地中海上空で行方不明になったと思われていたレディ・ビー・グッド号であった。しかも15年後に発見されたにもかかわらず、機体は2つに折れていた他はほぼ原型をとどめており、無線も機銃も正常に作動した。機体からは乗組員の遺体が発見されなかったためにいくつかのミステリーを生んだが、1960年に正式な捜索・調査が行われ、飛行中の機体から乗組員がパラシュートで脱出した後、爆撃機は無人のまま26キロメートル飛行して自然に不時着したものと判明した。最終的に乗組員9人中8人の遺体が収容された。